# Daphny van den Brand

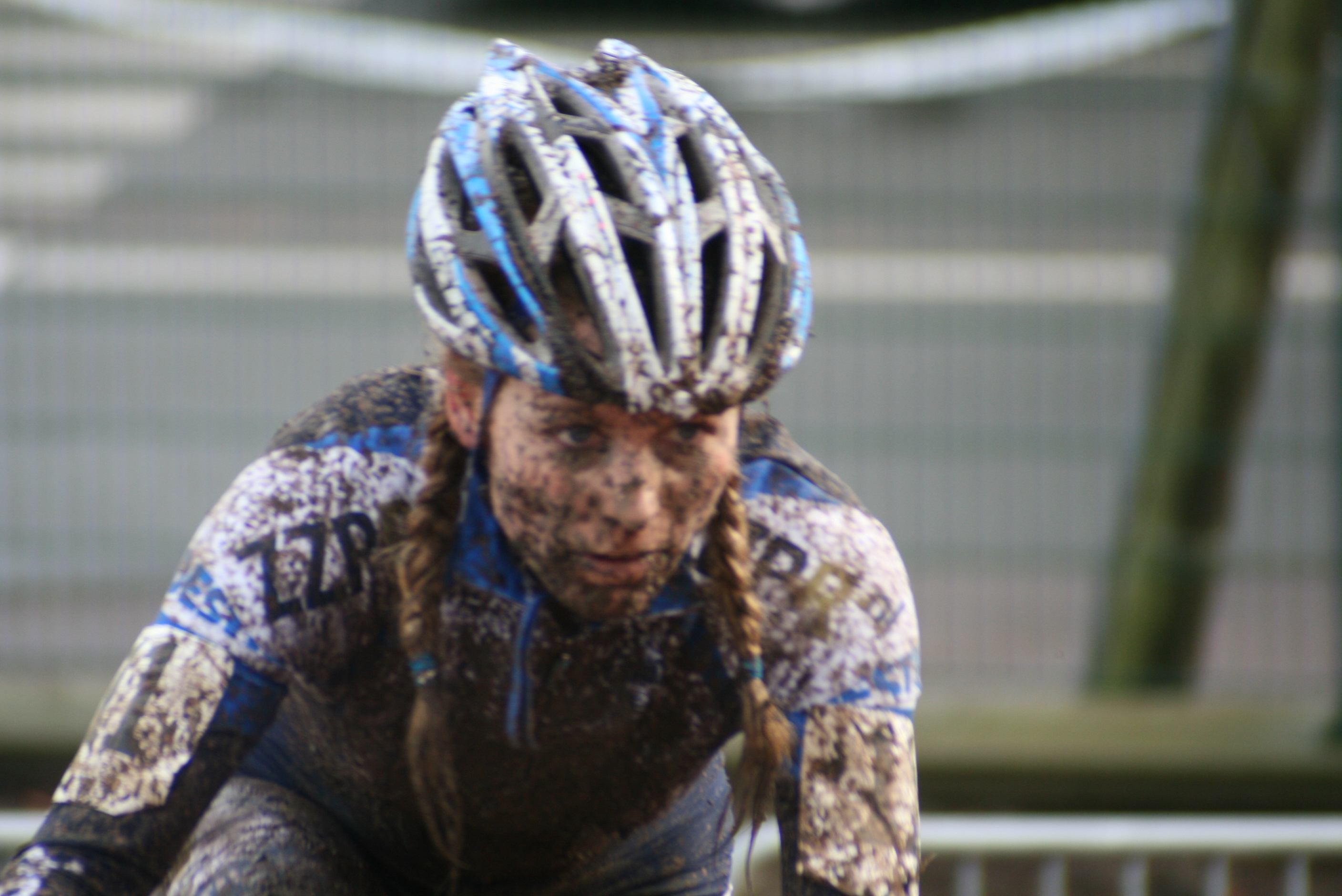
En lerig Daphny van den Brand under Cyclo-cross de Roubaix 2009.

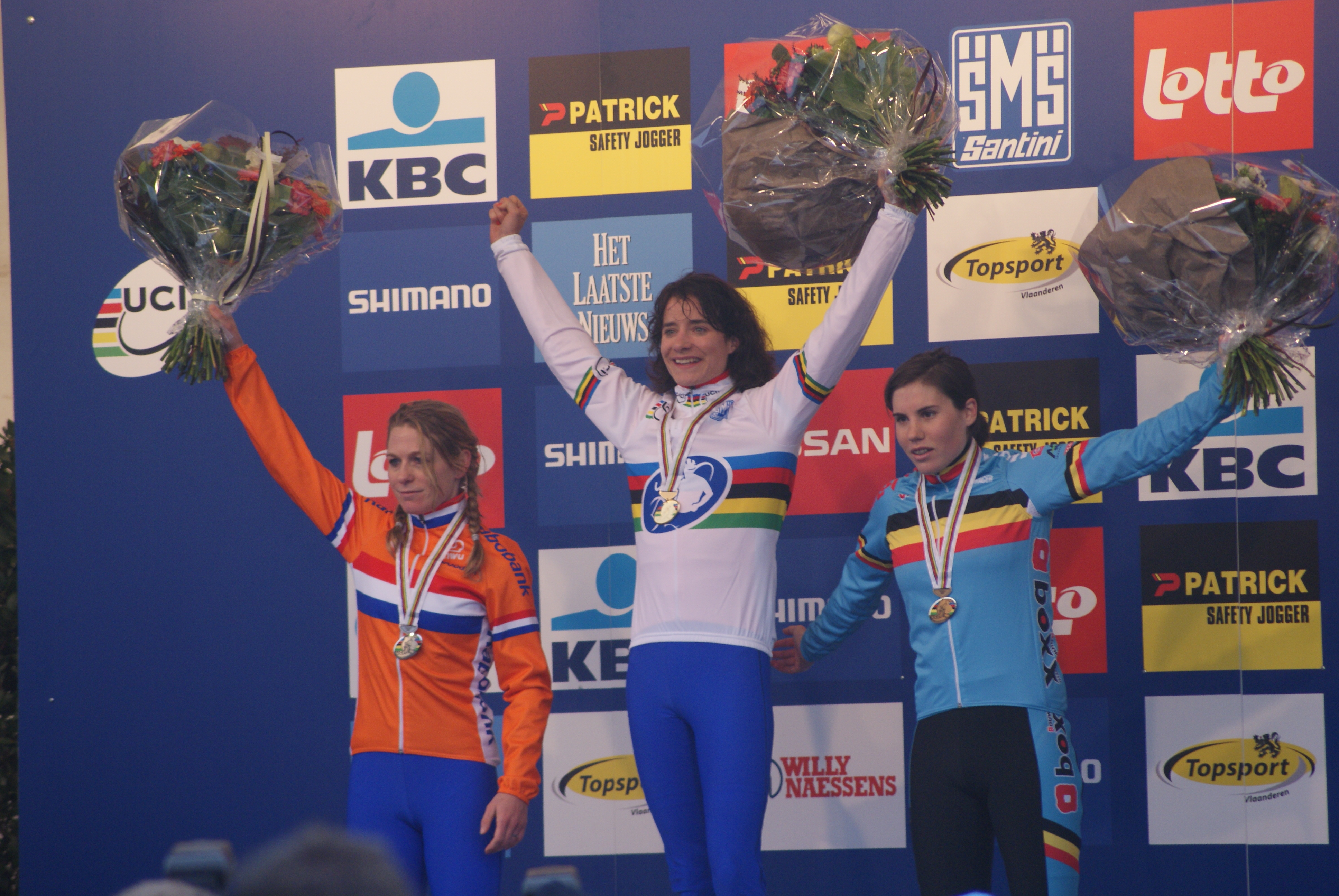
Daphny van den Brand på podiet som tvåa (till vänster) vid sitt sista världsmästerskap 2012 – tillsammans med vinnaren Marianne Vos och trean Sanne Cant.

Daphny Christina Gertruda Martina van den Brand, född den 6 april 1978 i byn Zeeland i Maashorsts kommun, är en nederländsk tidigare tävlingscyklist som specialiserade sig på cykelcross, i vilket hon blev världsmästare 2003, fyrfaldig europamästare (2006, 2007, 2010 och 2011), elvafaldig nederländsk mästare, trefaldig totalvinnare av UCI World Cup och fyrfaldig totalvinnare av Trofee veldrijden. Hon tävlade även i mountainbike, trots att hon hade svåra problem med gräspollenallergi, och blev nederländsk mästare 2002 i denna disciplin (en regnskur kvällen innan hade rensat luften från pollen). Av och till deltog hon också i landsvägslopp, men nådde inga nämnvärda resultat.
Daphny van den Brand avslutade karriären efter vintersäsongen 2011/2012. Därefter grundade hon, tillsammans med maken Johan van de Ven, en cykelbutik och -verkstad cycleXperience i Zeeland, vilken senare flyttade till större lokaler i Uden.

## Meriter – cykelcross
Nederländska mästerskap avhålls i januari och sedan UCI införde en damklass i världsmästerskapen år 2000 har denna också avhållits en/två månader efter nyår. Europamästerskap för damer infördes 2003 och körs på hösten (november). UCI World Cup och Cyclo-cross Trophee är serier av deltävlingar som går över cykelcrossens vintersäsong och infördes för damer 2002/2003 respektive 2007/2008. Från 2004/2005 till 2007/2008 utsågs dock ingen sammanlagd vinnare av World Cup. UCI:s världsranking infördes 2008/2009 för damer och i tabellen anges van den Brands placering vid säsongsslutet i mars.
| SäsongTävling             | 1993 1994 | 1994 1995 | 1995 1996 | 1996 1997 | 1997 1998 | 1998 1999 | 1999 2000 | 2000 2001 | 2001 2002 | 2002 2003 | 2003 2004 | 2004 2005 | 2005 2006 | 2006 2007 | 2007 2008 | 2008 2009 | 2009 2010 | 2010 2011 | 2011 2012 |
| ------------------------- | --------- | --------- | --------- | --------- | --------- | --------- | --------- | --------- | --------- | --------- | --------- | --------- | --------- | --------- | --------- | --------- | --------- | --------- | --------- |
| Världsmästerskapen        | X         | X         | X         | X         | X         | X         |           |           |           |           | 11        | 6         |           | 4         | 8         | 7         |           | –         |           |
| Europamästerskapen        | X         | X         | X         | X         | X         | X         | X         | X         | X         | X         | –         | 6         | 6         |           |           | 5         |           |           |           |
| Nederländska mästerskapen |           | ?         | 5         | 4         |           |           |           |           |           |           |           |           |           |           |           |           |           |           |           |
| UCI World Cup             | X         | X         | X         | X         | X         | X         | X         | X         | X         |           | 5         | X         | X         | X         | X         |           |           | 6         |           |
| Trofee veldrijden         | X         | X         | X         | X         | X         | X         | X         | X         | X         | X         | X         | X         | X         | X         |           |           |           |           |           |
| UCI:s världsranking       | X         | X         | X         | X         | X         | X         | X         | X         | X         | X         | X         | X         | X         | X         | X         | 2         | 2         | 8         | 1         |

X = Ej avhållen

## Meriter – mountainbike
| 2000 2:a i cross country (XCO) vid Nederländska mästerskapen 2001 3:a i cross country (XCO) vid Nederländska mästerskapen | 2002 Nederländsk mästare i cross country (XCO) |

## Meriter – bana

### Junior
1995
2:a i poänglopp vid Nederländska juniormästerskapen
2:a i sprint vid Nederländska juniormästerskapen